# Birkholm
|  | Birkholm var 1547-1765 navnet på herregården Løvenborg |
Birkholm er en 92 hektar dansk lav moræneø med marine forlande, der ligger i det Sydfynske Øhav største lavvandsområde mellem Tåsinge, Strynø og Hjortø. Det er den mest uberørte af de beboede øer i Øhavet. I dag præger de tilgroede marker og de store afgræssede enge landskabet. Der går postbåd til Birkholm fra Marstal på Ærø.
Birkholm har siden 1964 hørt under Marstal kommune, som nu er en del af Ærø Kommune.
Den flade ø er beskyttet af diger. Bydiget, der omslutter husene, er 2,8 meter højt og 2100 meter langt. Udenfor ligger lavere havdiger. De over 100 år gamle diger vedligeholdes af øens beboere.
Øens højeste punkt er den to meter høje Hylsbanken på den nordvestlige del. 
Landbruget har før i tiden været det dominerende erhverv på Birkholm, men der har også altid været drevet fiskeri. I midten af 1990'erne opgav den sidste fastboende landmand at drive selvstændigt landbrug på øen. Siden har øen ligget i brak og i nogle år været afgræsset af kvier og får. Beboerne har siden 2003 i fællesskab slået arealerne, så udsigten bevares og det åbne lands fugle får bedre betingelser. Der er 19 ejendomme, 18 helårsboliger og et lille forsamlingshus, der drives i fællesskab af beboerne og kan bl.a. udlejes til selskaber og lejrskoler. Der er ingen asfalterede veje på Birkholm, så al transport foregår til fods, på cykel, eller med traktor. 
I dag bor der kun otte mennesker på øen, heraf to aktive fiskerbrødre, som lever af at fiske rejer og ål. Specielt de tidlige forårsrejer er en indbringende forretning. Ved Birkholm fanges nogle af årets første, der inden aften serveres i de københavnske fiskerestauranter. I nutiden er de fleste huse fritidsboliger.
Postbåden kan tilbagelægge distancen mellem Marstal og Birkholm på ca. 20 minutter. Der kan kun medtages et begrænset antal passagerer, så det anbefales at reservere plads.

## Historie
1231 blev Birkholm nævnt i Kong Valdemars Jordebog. Dengang var øen skovklædt, ubeboet og kongeligt jagtområde. De første beboere kom sandsynligvis i det 13. århundrede, hvorfra vides ikke.
1550 Birkholm har siden 1550'erne hørt under Drejø Sogn sammen med Hjortø, Drejø og Skarø. Birkholmboerne sejlede en gang om måneden til Drejø for at gå i kirke.
1870 havde Birkholm 89 beboere, det højeste antal beboere der har været på øen, og i landsbyen fandtes skole (lukket i 1976), købmand, telegraf- og samtalestation og maskinmølleri. 1872 blev Birkholm oversvømmet af en stormflod. Samtlige huse på Birkholm stod i vand, og beboerne måtte redde sig op på lofterne og nogle steder ud på tagene af deres huse, kun to af øens huse stod tilbage. Alle beboere overlevede, men det meste af øens husdyrbestand måtte lade livet.
1874 overskyllede endnu en stormflod den lille ø. Denne gang skete der ikke så stor skade på øens ejendomme, men markerne kunne ikke dyrkes i flere år efter den Store Saltflod som denne stormflod blev kaldt. Kort tid efter blev der anlagt diger. 1876 brændte 11 huse, som  alle blev genopført længere fra bymidten. En del af gårdene blev flyttet ud fra byen for at forhindre, at øen nogensinde skulle rammes af en lignende katastrofe.
1912 blev forsamlingshuset bygget. Husets eneste mødelokale blev også benyttet til at male øens korn. Tidligere blev kornet sejlet til Strynø mølle for at få det malet. Birkholm var indtil 1920 under Tranekær Gods. I perioden 1920-1936 købte beboerne øen tilbage.
1921 besøger Achton Friis Birkholm. De Danskes Øer 1937 indledtes den i december årlige fangst af levende harer. En lang kæde blev dannet, man klappede i hænderne for at genne harerne sammen og fangede dem til sidst i nettene. Harerne blev i kasser eksporteret til Frankrig, Italien og England
1976 brød havet gennem Birkholms yderdige, og store arealer mellem hav- og bydige blev sat under vand. Siden har beboerne i fællesskab fornyet og forstærket yderdigerne. 1987 ophørte fangsten af de levende harer, da Skov- og Naturstyrelsen forbød eksport af harer til udlandet, – hovedsagelig fordi man mente, at det var dyrplageri at transportere dem så langt i de små kasser. Indtil 1989, hvor harefangster helt blev forbudt, kunne man stadig sælge dem til udsætning i Danmark. Efter 1989 har man drevet almindelig jagt på Birkholms harer.
1992 blev den nye bådehavn, der har plads til 40 både, indviet. 1995 blev Danmarks ældste ko, Yrsa, som opholdt sig på Birkholm, flyttet til Den Fynske Landsby. Her døde hun, 28 år gammel. Yrsa har selskab af dronning Margrethe II på sin venstre side, og prins Henrik på sin højre side, på hæderspladsen i forsamlingshuset
2004 blev "Yrsa", en ny fælles pram, af amtet indsat i Øhavet. Den har øget muligheden for at genoptage sommergræsning af kvæg på de sydfynske øer og holme, herunder Birkholm. 2006 blev den nye hurtigtgående postfærge Birkholmposten indviet og sat ind på ruten Marstal-Birkholm.
2012 besøgte Jørgen Flindt Pedersen Birkholm og Hjortø i den tredje episode af tv-serien "Gensyn med De Danskes Øer.

## Natur
Øen er formet af en gletcher, der i sidste istid skød frem fra Østersøen og på grund af en dødisklump over Fyn, blev tvunget syd om øen i nordvestlig retning. Mørkedybet sydvest for øen er en tidligere smeltevandsflod.
Birkholm er en moræneø. Sandhovedet mod sydøst er en retodde, som dannes ved et pludseligt knæk på kystlinjen eller ved en ø, hvor to havstrømme mødes. Nordvestrevet er et vinkelforland. Stranden er ofte smal, stenet og med lave vanddybder. 
Leavvandet nord, øst og vest for Birkholm skaber gode betingelser for ålegræs, der her danner store sammenhængende, undersøiske enge. På grund af det lave vand, der hurtigt varmes op af solen, overgros ålegræsset af trådalger hver sommer. Det skyldes først og fremmest overskudsgødningen fra landbruget, der skylles ud i havet.
Udenfor By-diget og på de ikke inddigede arealer findes en artsrig strandoverdrevs- og strandengsflora som tætblomstret hindebæger, strandmalurt, klæbrig limurt og mangeblomstret ranunkel.
1990 fandt biologen Lars Briggs med hjælp af de lokale fiskere fem steder, hvor man kunne grave nye vandhuller, samt oprense og udvide det fredede vandhul, og i 1991 kunne man påbegynde genudsætningen af klokkefrøer med æg, indsamlet på Ærø og Hjortø. Den overvejende del af øen består i nutiden af græsarealer og i 2008 blev der etableret yderligere ni vandhuller. På øen er der bestande af klokkefrøer og grønbroget tudseer (også kaldet fløjtetudser på grund af deres trillende kvæk).
Mod sydøst går øen ud i landodden Sandhovedet, som er ynglested for mange fugle, og man skal derfor holde sig uden for området i perioden 1. marts til 15. juli.
Øen er også en vigtig lokalitet for de truede engfugle viber, rødben og det er den eneste sydfynske ø, hvor der endnu yngler stor kobbersneppe. Birkholm munder ud i en landodden Sandhovedet. Dette område er ynglested for mange fugle, og man skal derfor holde sig uden for området i perioden 1. marts til 15. juli. I sensommeren kan man opleve op til 4000 knopsvaner, der fælder deres svingfjer. Dette er et helt specielt syn. På øen vil man også støde på haren. En enkelt dag om året samles jægere på øen for at jage harer.

## Turisme
Kun få steder er der ren sandstrand. Især sydøst for havnen går strandengen helt ud til havet. Syd for øen – udfor den lille havn – ligger Mørkedybet, der om sommeren benyttes af mange lystsejlere. Ved havnen er der 14 meters vanddybde kun få hundrede meter fra kajen.
De eneste overnatningsmuligheder på øen er to shelters (ved havnen) og medbragt telt, som kan opslås på pladsen ved havnen, hvor der er to toiletter og håndvask (saltvand), borde og bænke, legeplads og et grillsted. Der er drikkevand ca. 800 meter fra havnen ved forsamlingshuset, hvor der også er mulighed for at købe is med mere (selvbetjening). Der er ingen butikker på øen.
Lystbådehavnen består af et 45 m langt og 40 m bredt bassin. Til havnen fører en ca. 10 m bred afmærket sejlrende. Dybden i sejlrenden og i havnen er 2,0 m ved middelvandstand. I perioder kan der være sandet til, så indsejlingen ikke har en dybde på 2 m hele vejen ind fra Mørkedybet.